# 马桶猪笼草
马桶猪笼草（学名：Nepenthes jamban）苏门答腊北部特有的热带食虫植物。其种加词“jamban”来源于印尼文，意为“厕所”，指该种猪笼草捕虫笼的形状。

## 植物学史

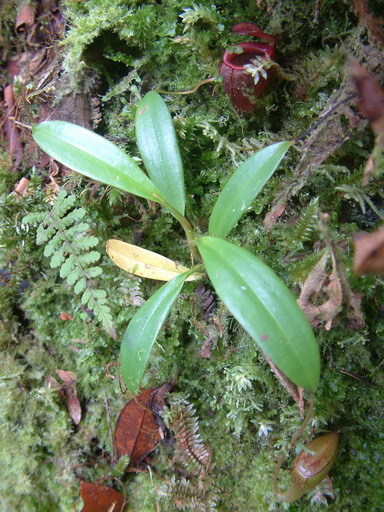
马桶猪笼草的幼株，具下位笼

马桶猪笼草被发现于2004年至2005年对苏门答腊的一系列考察中。2005年4月22日，在印度尼西亚北苏门答腊省的巴东石林潘南部首次采集到了马桶猪笼草的标本。
2006年，其正式描述发表于《布卢姆》。编号为“Lee, Hernawati, Akhriadi NP 433”的标本被指定为马桶猪笼草的模式标本。其存放于安达拉斯大学植物标本馆（ANDA）中。

## 形态特征
马桶猪笼草为藤本植物。茎为圆柱形至棱柱形，直径一般不超过5毫米，可长达4米。节间距可达5厘米。
马桶猪笼草的叶片无柄，革质，呈窄倒卵形至椭圆形或细长的匙形，可长达11厘米，宽至3.3厘米。中脉的两侧各有1至2条纵脉。笼蔓可长达24厘米。
马桶猪笼草下位笼的下三分之一为圆柱形至窄漏斗形，上部为宽漏斗形。其较小，高仅可达5.8厘米，宽仅可至4.4厘米。腹面具一对不宽于2毫米的笼翼。捕虫笼的内表面全部覆盖着腺体。笼口几乎水平。下位笼的内表面满布腺体。唇平展，可宽达8毫米，内缘的唇齿不长于0.5毫米。笼盖为窄倒卵形，长达3.8厘米，宽至1.3厘米。笼盖下表面中线周围散布着许多小型的小蜜腺。其尖端四分之一分布着20至30个巨大的火山口状腺体。其蜜腺之巨大以至于在从笼盖的上方清晰的辨认出其下表面蜜腺的位置。笼盖基部的后方具一根不长于4毫米的笼蔓尾，其通常不分叉。
马桶猪笼草上位笼的上半部为宽漏斗形。其体型大于下位笼，可高达12厘米，宽至5.2厘米。笼口水平，为圆形。上位笼的内表面与下位笼一样也布满了腺体。腹面的笼翼缩小为一对隆起。唇平展，可宽达6毫米，唇齿较下位笼明显，但也不长于1毫米。相对下位笼而言，上位笼的笼盖更细长，可长达4.8厘米，宽至0.9厘米。笼盖与笼口成45°。上位笼的笼蔓尾通常不分叉，可长达3.5毫米。
马桶猪笼草的花序为总状花序。雄性花序可长达18厘米，尚未有关于雌性花序的描述。总花梗可长达6.5厘米，花序轴可长达11.5厘米。花梗可长达1.4厘米，带一朵花。萼片为椭圆形，长约3.5毫米。果荚长达3厘米，宽至6毫米。种子为丝状，长达2厘米。
马桶猪笼草植株的大部分无毛被。发育中的捕虫笼、笼蔓和花序上密布着棕灰色的短毛被。
马桶猪笼草的茎通常为紫红色。叶片和花序为淡绿色。下位笼为橙黄色至鲜红色。上位笼一般为亮黄色，唇为黄色至橙色，其内表面偶尔具斑点。

## 生态关系
马桶猪笼草为苏门答腊西部巴里桑山脉特有的热带食虫植物。其仅存在于北苏门答腊省巴东石林潘南部的模式产地。其海拔分布范围为1800米至2100米。
马桶猪笼草存在于高地山地苔藓森林的顶峰灌木丛中。其与关系近缘的贾桂琳猪笼草（N. jacquelineae）不同，其仅陆生。
在野外，马桶猪笼草与邦苏猪笼草（N. bongso）、疑惑猪笼草（N. dubia）、裸瓶猪笼草（N. gymnamphora）和小舌猪笼草（N. lingulata）同域分布。已发现了其与小舌猪笼草的自然杂交种。

## 食虫性
有记录指出马桶猪笼草的上位笼可以捕捉许多大型猎物，如黄蜂、蟋蟀和一些小型动物。同时，其捕虫笼内还存在着大量的共生生物，特别是蚊子幼虫。
马桶猪笼草捕虫笼内消化液的黏度极高，并覆盖于捕虫笼的内表面上。这使得马桶猪笼草的捕虫笼既可以笼状的陷阱捕捉猎物，又可以粘性极大的捕虫笼内壁黏住过往的飞虫。

## 相关物种
马桶猪笼草属于苏门答腊的一个亲缘组中，包括疑惑猪笼草、无刺猪笼草（N. inermis）、贾桂琳猪笼草和细猪笼草（N. tenuis）。它们之间有着一些共同的特点，如捕虫笼的内表面满布腺体，花序带苞片和叶片无叶柄。同时，它们都会产生非常黏稠的消化液。
贾桂琳猪笼草被认为与马桶猪笼草之间存在着最为密切的近缘关系。窄笼盖和大蜜腺是这两个物种共有的特征。但贾桂琳猪笼草的蜜腺比马桶猪笼草更大，直径可达1.5毫米。此外，可以很容易的从唇和花的形态上区分这两个物种。马桶猪笼草不如贾桂琳猪笼草健壮，唇也不如贾桂琳猪笼草发达宽大，而马桶猪笼草的花梗更长且只带一朵花并且笼盖较窄。

## 自然杂交种
已发现了马桶猪笼草与小舌猪笼草的自然杂交种。2009年，亚德利安·Y·沃顿（Adrian Y. Wartono）观察到了疑惑猪笼草与马桶猪笼草的假定自然杂交种。其存在于这两个物种与小舌猪笼草和菱茎猪笼草（N. rhombicaulis）的共同分布处。

## 扩展阅读
- 食虫植物照片搜寻引擎中马桶猪笼草的照片 （页面存档备份，存于）

 维基共享资源上的相關多媒體資源：马桶猪笼草
 維基物種上的相關：马桶猪笼草